# Kaspar Kummer
Kaspar Johann Kummer (Erlau, Turíngia, 10 de desembre de 1795 – Coburg, Alta Francònia, 21 de maig de 1870) fou un flautista, professor i compositor alemany.
Aprengué pel seu compte a tocar la flauta, mentre aprenia a tocar el violí, la trompa, la trompeta, el clarinet, el fagot, l'oboè, el violoncel i el contrafagot. Kummer va rebre classes a Neumeister durant un any, després del qual estudià teoria de la música amb el cantant de Schleusingen, Gottlieb Abraham Stäps. A partir de 1835, treballà com a flautista en la capella del Duc de Saxònia-Coburg-Gotha, i s'encarregà de dirigir la seva orquestra el 1854.
Les seves obres publicades superen els 150 opus, la majoria inclouen la flauta com a instrument, però també va compondre lieder, etc. A més col·laborà en la majoria de les obres que va compondre el seu amic Carl Lassekk el qual era compositor i pianista.
Tingué a més diversos estudiants, com Wilhelm Popp, Friedrich Kiel i Felix Draeseke, que després despuntaren en el món musical.